# Giuseppe Favale
Giuseppe Favale (Palagiano, 29 febbraio 1960) è un vescovo cattolico italiano, dal 5 febbraio 2016 vescovo di Conversano-Monopoli.

## Biografia
Nasce a Palagiano, comune in provincia di Taranto facente parte della  diocesi di Castellaneta.

### Formazione e ministero sacerdotale
Frequenta i corsi teologici presso il Pontificio Seminario Regionale Pugliese "Pio XI" di Molfetta.
Il 6 luglio 1985 è ordinato presbitero dall'arcivescovo Ennio Appignanesi.
In seguito frequenta la Pontificia Università Lateranense, dove nel 2005 consegue la laurea in utroque iure.
È direttore dell'ufficio liturgico e cerimoniere vescovile di Castellaneta dal 1985 al 2000; è prima viceparroco (dal 1988 al 2003) e poi parroco (dal 2003 al 2011) della cattedrale di Castellaneta. È inoltre assistente UNITALSI, responsabile dei gruppi di preghiera di Padre Pio della stessa diocesi, delegato per il diaconato permanente, cancelliere della Curia dal 1989 al 1997; è vicario giudiziale dal 2004 al 2010 e vicario generale dal 1997 al 2011. Nel 2009 è insignito del titolo di prelato d'onore di Sua Santità.
Dal 2011 è direttore spirituale nel Seminario Regionale Pugliese "Pio XI" di Molfetta in cui aveva studiato e delegato per il giovane clero della diocesi di Castellaneta. Il 7 novembre 2013 viene eletto amministratore diocesano di Castellaneta; incarico che ricopre fino al il 14 settembre 2014, giorno dell'ingresso del nuovo vescovo Claudio Maniago.

### Ministero episcopale

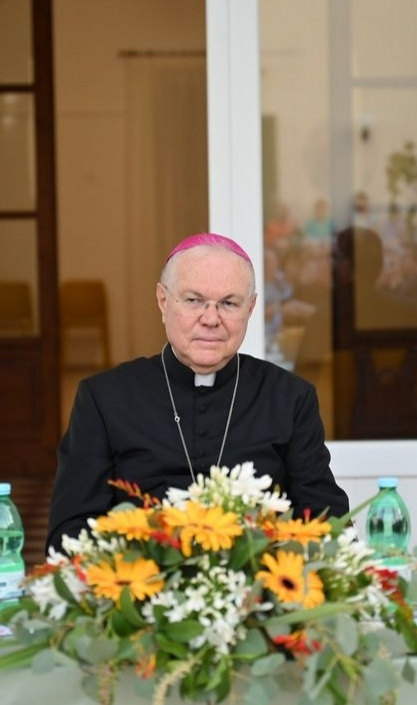
Mons. Giuseppe Favale

Il 5 febbraio 2016, papa Francesco lo nomina vescovo di Conversano-Monopoli, succedendo a Domenico Padovano, dimessosi per raggiunti limiti di età. Il 9 aprile successivo riceve l'ordinazione episcopale nel piazzale antistante allo stadio "Giovanni De Bellis" di Castellaneta, conferita dal vescovo Claudio Maniago, insieme a due consacranti, l'arcivescovo Francesco Cacucci e il vescovo Domenico Padovano. Il 30 aprile successivo prende possesso della diocesi in Conversano, mentre il 1º maggio fa il suo ingresso nella concattedrale di Monopoli.
L'11 gennaio 2022 viene eletto segretario della Conferenza episcopale pugliese, succedendo a Luigi Renna, nominato arcivescovo metropolita dell'arcidiocesi di Catania. In seno alla Conferenza episcopale italiana è membro della Commissione episcopale per la cultura e le comunicazioni sociali.

## Genealogia episcopale e successione apostolica
La genealogia episcopale è:
- Cardinale Scipione Rebiba
- Cardinale Giulio Antonio Santori
- Cardinale Girolamo Bernerio, O.P.
- Arcivescovo Galeazzo Sanvitale
- Cardinale Ludovico Ludovisi
- Cardinale Luigi Caetani
- Cardinale Ulderico Carpegna
- Cardinale Paluzzo Paluzzi Altieri degli Albertoni
- Papa Benedetto XIII
- Papa Benedetto XIV
- Papa Clemente XIII
- Cardinale Marcantonio Colonna
- Cardinale Giacinto Sigismondo Gerdil, B.
- Cardinale Giulio Maria della Somaglia
- Cardinale Carlo Odescalchi, S.I.
- Cardinale Costantino Patrizi Naro
- Cardinale Lucido Maria Parocchi
- Papa Pio X
- Cardinale Gaetano De Lai
- Cardinale Raffaele Carlo Rossi, O.C.D.
- Cardinale Amleto Giovanni Cicognani
- Cardinale Giovanni Benelli
- Cardinale Silvano Piovanelli
- Arcivescovo Claudio Maniago
- Vescovo Giuseppe Favale

La successione apostolica è:
- Arcivescovo Giovanni Intini (2017)

## Araldica
| Stemma | Blasonatura |
| ------ | --- |
|        | Interzato in scaglione: nel 1° al fusato d'argento e di rosso; nel 2° allo scaglionetto d'azzurro caricato di una stella (7 punte) d'argento a destra e di un fiore di nardo d'oro a sinistra; nel terzo di oro. |